# Wolfgang Eymer
Wolfgang Eymer (* 12. Juni 1905 in Frankfurt am Main; † 20. September 1969 in Lübeck) war ein deutscher Jurist und Politiker (NSDAP) sowie SS-Standartenführer und Funktionär des Nationalsozialistischen Altherrenbundes der Deutschen Studenten (NSAHB).

## Leben und Beruf
Nach dem Abitur nahm Eymer ein Studium der Rechtswissenschaften an den Universitäten in Marburg, Berlin und Greifswald auf, das er mit dem Ersten juristischen Staatsexamen erfolgreich beendete. Sein anschließendes Referendariat beendete er mit dem Zweiten Staatsexamen. Während seines Studiums in Marburg war er aktiv beim Corps Irminsul, dem er bis zu seinem Tod angehörte.
Nach Abschluss seines Referendariats wurde Eymer zunächst im November 1935 Proberichter am Obersten Parteigericht der NSDAP und wurde ab April 1936 Vorsitzender des Gaugerichts Pommern, welches gemäß dem Gleichschaltungsgesetz von 1933 als Parteigericht einen eigenen Zweig der staatlichen Gerichte bildete. 1939 wurde er zusätzlich Amtsgerichtsrat in Stettin. Mit Hilfe von Protektion durch hochrangige „Alte Kämpfer“ der NSDAP und SS-Offiziere sowie Verbindungsstudenten wurde Eymer, obschon Reichsjustizminister Otto Georg Thierack im März 1943 sein Beförderungsgesuch ablehnte, im November 1943 direkt zum Oberlandesgerichtsrat befördert, obwohl dies gegen den allgemeinen Grundsatz der Juristenverwaltung der damaligen Zeit verstieß.
Als die Rote Armee kurz vor Stettin stand, gelang ihm die Flucht nach Westfalen, wohin ihm seine Familie aus einem dänischen Flüchtlingslager folgte. Wegen seiner aktiven Tätigkeit in der NSDAP verlor er nach dem Kriege seinen Beamtenstatus.
In seiner neuen Heimat in Lübeck baute er sich für seine siebenköpfige Familie eine neue Existenz auf.
Eymer war der Vater des späteren Lübecker Bundestagsabgeordneten Ekkehart Eymer.

## Politische Laufbahn
Eymer trat zum 1. September 1928 der NSDAP bei (Mitgliedsnummer 97.607). In der SS (SS-Nummer 15.432) stieg Eymer am 18. Juni 1934 zum SS-Sturmführer und später bis zum SS-Standartenführer auf. Er war zudem durch seinen NSDAP-Beitritt im Jahr 1928 Mitglied der sogenannten Alten Kämpfer der NSDAP, d. h., er war mit einer der ersten aktiven Kämpfer für den Nationalsozialismus als die NSDAP bei den Reichstagswahlen 1928 noch 2,6 Prozent der Stimmen bekommen hatte. Er stieg 1943 bis zum Verbandsvorsitzenden des Nationalsozialistischen Altherrenbundes (NSAHB) auf und wurde 1944 Vorsitzender des Reichsehrengerichts des NSAHB, in dem er sich für die Wiedereinführung der studentischen Mensur in den Kameradschaften des NSDStB einsetzte.
Eymer war von 1943 bis 1945 außerdem Stadtrat der Hansestadt Stettin.
Mit seiner exponierten Stellung im NS-Regime wurde er in die von John Franklin Carter für Präsident Franklin D. Roosevelt zusammengestellten Sammlung von Daten zu Key Nazis, Personal der NSDAP bzw. der SS in Schlüsselpositionen, aufgenommen.